# Горчханов, Али Исаевич
Али́ Иса́евич Горчха́нов (1898, Плиево, Терская область — 1954) — ингушский революционер, участник Гражданской войны, партийный и политический деятель, Председатель исполнительного комитета Чечено-Ингушской автономной области (1934—1937 годы), председатель Исполнительного комитета Советов Чечено-Ингушской АССР (с января по сентябрь 1937 года).

## Биография
Родился в селе Плиево Терской области. Член РКП(б) с 1918 года. С 31 января 1925 года — заместитель председателя Исполнительного комитета Областного Совета Ингушской автономной области. С марта 1926 года — председатель Исполнительного комитета Областного Совета Ингушской автономной области. С июня 1931 года — заместитель председателя Северо-Кавказского краевого СНХ. С 1932 года — председатель Исполнительного комитета Областного Совета Ингушской автономной области. 
26 января—10 февраля 1934 года делегат XVII съезда ВКП(б) с решающим голосом.
С 12 января 1934 года — председатель Исполнительного комитета Областного Совета Чечено-Ингушской автономной области. С января 1937 года — председатель Исполнительного комитета Чечено-Ингушской АССР.
19 сентября 1937 года был арестован. 12 сентября 1938 согласно Сталинскому списку приговорён «по 1-й категории», то есть к расстрелу. Позднее приговор пересмотрен, осуждён на 10 лет лишения свободы. Скончался в 1954 году в лагерной больнице.